# Cambarus cymatilis
Cambarus cymatilis là một loài tôm hùm đất trong họ Cambaridae. Chúng thường được tìm thấy ở Bắc Mỹ.